# Yasuhito Suzuki
Yasuhito Suzuki (japonès: 鈴木康仁)  (prefectura d'Ōsaka, 19 de desembre de 1959) és un futbolista japonès que disputà quatre partits amb la selecció japonesa.